# Svarttjärnen (Sundsjö socken, Jämtland, 699406-146519)
Svarttjärnen är en sjö i Bräcke kommun i Jämtland och ingår i Ljungans huvudavrinningsområde.